# 安田クリスチーナ
安田クリスチーナ（やすだクリスチーナ）は、NGO「InternetBar.org」ディレクター、マイクロソフト社員。

## 来歴
サンクトペテルブルク生まれ、札幌育ち。日本人の父と旧ソ連出身の母を持つ。祖父はクリミア出身。パリ政治学院政治学部法学部を主席で卒業。祖父の家でのソ連崩壊時の厳しい暮らしの経験から途上国支援に関心を持ち、在学中は気候変動問題に取り組んだ。また、進学を機にアイデンティティに関心を持つようになる。2016年にアメリカ合衆国の国際NGO団体「InternetBar.org」のディレクターに就任し、途上国における身分証明インフラを整備するデジタル・アイデンティティ（本人が本人である事を証明する電子身分証明）事業を新設。2017年にはアクセンチュア戦略コンサルティング本部に新卒入社。ビジネスの基礎を身につける。2019年にはマイクロソフトに転職し、分散型IDを含むアイデンティティ規格の国際標準化に取り組む。

## 分散型ID
就職、教育を受ける、金銭を受け取る銀行口座の開設の際などに個人を識別するID（身分証明書）は、生活に必要なサービスを受けやすくするものである。しかし、途上国を中心にこの証明が与えられずに「存在しないもの」とされている人がいる現状がある。 安田はInternetBar.orgでの活動を通じ、途上国の経済的自立・発展に不可欠なデジタルID（分散型ID）の普及に従事している。

## 受賞
- Forbes Japan 「30 Under 30」（2019年）
- 文部科学大臣奨励賞（2020年）
- MITテクノロジーレビュー「Innovators Under 35 Japan」（2020年）